# Pyropia abbottiae
Espèce
Synonymes
Porphyra abbottiae V.Krishnam., 1978
Pyropia abbotiae, anciennement nommée Porphyra abbottiae ou Porphyra abbottae, est une espèce d'algues rouges de la famille des Bangiaceae. Cette algue marine vit dans l'océan Pacifique. Elle a été signalée sur la côte ouest de l'Amérique du Nord, de l'Alaska jusqu'à l'État de Washington, sur les côtes des îles Komandorski, et sur la côte est de la Russie.

## Liste des formes
Selon Catalogue of Life (30 nov. 2012) et World Register of Marine Species (30 nov. 2012) :
- forme Porphyra abbottiae f. fasciaria Perestenko, 1982

### Sous le nomPyropia abbottiae
- (en) AlgaeBase : espèce Pyropia abbottiae (V.Krishnam.) S.C.Lindstr. in Sutherland et al. 2011 (consulté le 30 novembre 2012)
- (en) WoRMS : espèce Pyropia abbottiae (V.Krishnam.) S.C.Lindstr., 2011 (consulté le 30 novembre 2012)
- (en) NCBI : Pyropia abbottiae (taxons inclus) (consulté le 30 novembre 2012)

### Sous le nomPorphyra abbottiae
- (en) Catalogue of Life : Porphyra abbottiae V. Krishnam. (consulté le 30 novembre 2012)
- (fr) SeaLifeBase : espèce Porphyra abbottiae (+ noms communs) (consulté le 30 novembre 2012)
- (en) AlgaeBase : espèce Porphyra abbottiae V.Krishnam. Non valide (consulté le 30 novembre 2012)
- (en) WoRMS : espèce Porphyra abbottiae V.Krishnam., 1972 Non valide (consulté le 30 novembre 2012)

### Sous le nomPorphyra abbottae
- (fr + en) ITIS : Porphyra abbottae (consulté le 30 novembre 2012)
- (en) NCBI : Pyropia abbottiae (taxons inclus) (consulté le 30 novembre 2012)